# Bajer
Bajer je umjetno akumulacijsko jezero nastalo 1952. izgradnjom brane na rijeci Ličanki u blizini Fužina u Gorskom kotaru.

## Opis
Jezero je nastalo za potrebe HE Vinodol, no njegovom izgradnjom postao je pravi magnet za turiste i vikendaše. Udaljeno svega oko 30 kilometara od mora, Bajer postaje privlačno odredište na kojemu je moguće osim šetnje po izgrađenim šetnicama uz njegove obale i unajmiti čamac ili dobiti dozvolu za ribolov ili posjetiti špilju Vrelo, otkrivenu 1950. za vrijeme izgradnje jezera. Špilja je ponovno uređena i osvijetljena 1998., a pristupačna je čak i za osobe s invaliditetom, jer nema stepenica. U blizini se nalaze restorani i sobe za iznajmljivanje, pa je privlačan i za zimski turizam.
Sportski ribolov je najvažnija aktivnost koja se dešava na jezeru, aktivno je ŠRD "Bajer", čiji su članovi uredili jezero Potkoš blizu Liča za prirodno mrijestilište pastrve, čiji je opstanak ugrožavala štuka.
U blizini Bajera nalazi se drugo manje jezero Lepenice, izgrađeno 1985. uzvodno Ličankom od Bajera, koje je također privlačno ribičima.
Jezero Bajer dobilo je ime po riječi "bajer" koja u nekim dijelovima Hrvatske znači umjetno jezero.

## Hidroenergetski sustav Vinodol
Osnovni hidroenergetski sustav (HES) Vinodol sastoji se od Lokvarskog jezera, Crpne stanice Križ (CS Križ), spojnog tlačnog tunela Lokvarka - Ličanka, Crpne hidroelektrane Fužine, Vrelo (4,8 MW), umjetnog jezera Bajer, Reverzibilne hidroelektrane Lepenica ili RHE Lepenica (1,326 MW), umjetnog jezera Lepenica, Retencije Potkoš, Crpne stanice Lič (CS Lič), gravitacijskog zahvata ili kanal Benkovac, tunela, armirano-betonskog cjevovoda i čelično tlačnih cjevovoda sveukupne duljine 18,8 kilometara, derivacijskog dovoda (provodnici vode) duljine od približno 10,5 kilometara do Triblja, te HE Vinodol u Triblju (94,5 MW). Hidroenergetski sustav Vinodol koristi vode vodotoka Gorskog kotara: Lokvarka, Križ potok, Ličanka s pritokama Kostanjevicom i Lepenicom, Potkoš, Benkovac, Potok pod grobljem, a umjetna jezera su Lokvarsko jezero, Bajer, Lepenica, te Potkoš.
Ukupni hidropotencijal (maksimalna mogućnost akumuliranja) u umjetnim jezerima HES Vinodol je 41 563 x 106 m3 vode. Ukupni korisni (iskoristivi) obujam vode u umjetnim jezerima HES Vinodol iznosi 40 593 x 106 m3, za moguću proizvodnju vodnih turbina HE Vinodol u Triblju. Hidroenergetski potencijal Vinodol, s jedne strane, rezultat je velikog raspoloživog pada (kotline Ličanke i Lokvarke s njihovim pritocima nalaze se na više od 700 metara nad morem, dok je Vinodolska dolina - gdje je smještena HE Vinodol, na približno 60 metara nad morem), što je jedan od najvećih ostvarenih padova na hidroenergetskim postrojenjima u Europi. S druge strane, raspoložive količine vode razmjerno su skromne i podložne znatnim promjenama protoka. Ukupna veličina sliva svih voda tog područja iznosi 80,8 km2, dok se nadmorska visina kreće između 700 i 1 100 metara. Ukupni prosječni godišnji dotok HES Vinodol iznosi 3,27 m3/s, a prosječna godišnja količina oborine, mjerena u meteorološkoj postaji kod CHE Fužine kao reprezentativnom mjestu za HES Vinodol, iznosi 2 600 mm (litara po četvornom metru godišnje).